# Adam Mickiewicz
Adam Bernard Mickiewicz (Zavosse, Gubernia da Lituânia, Império Russo (hoje na Bielorrússia), 24 de dezembro de 1798 - Istambul, Império Otomano, 26 de novembro de 1855) foi um dos poetas e escritores poloneses mais conhecidos, conhecido como o grande poeta polonês, e que juntamente com Zygmunt Krasiński e Juliusz Słowacki é considerado um dos Três Bardos.
A sua obra marca o início do Romantismo na Polónia. É conhecido sobretudo como o autor do poema dramático Dziady e da epopeia nacional Pan Tadeusz, a qual é tida como a última grande epopeia da nobreza polaco-lituana.
Há um grande debate sobre a nacionalidade do poeta. Alguns polacos reclamam Adam Mickiewicz como autor polaco já que escreveu em língua polaca, além de estar sepultado na Catedral de Wawel em Cracóvia, lugar onde estão as grandes figuras das artes da Polónia. Outros denominam-no lituano já que no início da epopeia Pan Tadeusz, está a frase "Oh, Lituânia". O termo “Lituânia” usado por Mickiewicz refere-se mais a uma região geográfica que a um país. Mickiewicz tinha sido criado na cultura da união polaco-lituana, um estado multicultural que tinha ocupado a maioria do que hoje são vários estados independentes (Polónia, Lituânia, Bielorrússia e Ucrânia). Os bielorrussos argumentam que é bielorrusso, baseando-se no lugar de nascimento.

## Obras mais conhecidas
- Oda do młodości, 1820
- Grażyna, 1823
- Konrad Wallenrod, 1828
- Pan Tadeusz, 1834
- Dziady, 1823 (publicado depois da sua morte)
- L'histoire d'avenir, não publicada